# 3C 321
3C 321是兩個星系相互旋轉的系統。它們是以第一個被觀察到一個星系以爆炸的能量轟擊另一個星系的系統而著稱，從理論上說是在星系的中心有一個超大質量黑洞的構造。
較大的星系被NASA的天文學家謔稱為"死星星系"，它有束能量充沛的噴流朝向它的同伴發射。NASA是在2007年12月18日宣布這項發現。由於太空和地面望遠鏡的共同努力，才有可能觀測到這股高能量的噴流。
這些工具包括NASA的錢卓X射線天文台、哈伯太空望遠鏡、史匹哲太空望遠鏡、甚大天線陣、以及多元素無線電干涉儀網路。

## 進階讀物
- Hautaluoma, Grey; Morcone, Jennifer; Watzke, Megan. . NASA. 17 December 2007  [2018-06-14]. （原始内容存档于2020-11-29）.
- Phillips, Tony. . Science@NASA. NASA. 18 December 2007  [2018-06-14]. （原始内容存档于2020-09-17）.
- Mosher, Dave. . Space.com. 17 December 2007  [2018-06-14]. （原始内容存档于2020-11-11）.
- O'Hanlon, Larry. . Discovery News. 17 December 2007  [2018-06-14]. （原始内容存档于2007-12-19）.

## 外部連結
- "Black Hole Fires at Neighboring Galaxy"（页面存档备份，存于） at Harvard University's Chandra Photo Album
- Source page for 3C321（页面存档备份，存于） at Extragalactic.info
- An Atlas of DRAGNs: 3C 321（页面存档备份，存于） by the Jodrell Bank Centre for Astrophysics